# Cardamine raphanifolia
Cardamine à feuilles de radis, Cardamine à larges feuilles
Espèce
Classification phylogénétique
Cardamine raphanifolia, la cardamine à feuilles de radis ou cardamine à larges feuilles, est une espèce de plante herbacée vivace de la famille des Brassicacées, endémique des Pyrénées.
Synonyme :
- Cardamine latifolia Vahl, non Lej.

## Description
Plante haute de 20 à 60 cm, à tige robuste, creuse, ramifiée à l'extrémité. Feuilles composées de 3 à 7 folioles arrondies, la terminale plus grande. Les fleurs lilas sont disposées en grappes à l'extrémité des rameaux, la floraison a lieu de mai à aout. Les fruits sont des siliques ailées.

## Habitat
Prairies marécageuses, bord des torrents, mégaphorbiaies jusqu'à 2 500 m d'altitude.